# Lista de futebolistas com mais participações na Copa do Mundo FIFA

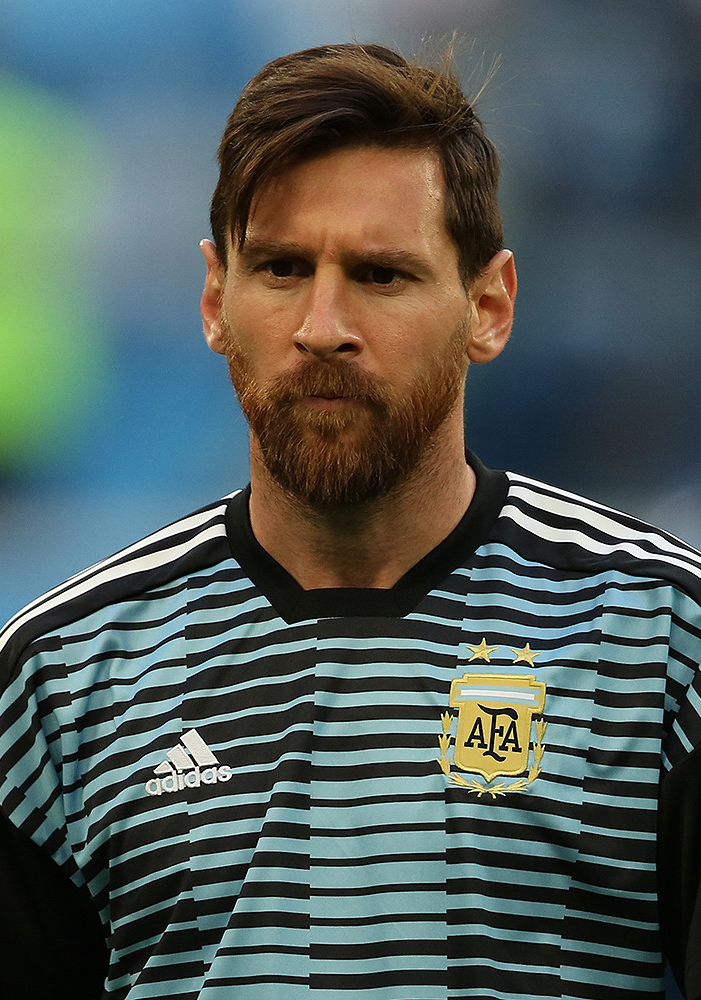
Lionel Messi detém o recorde de 26 aparições em jogos de Copa do Mundo.

Este artigo traz uma Lista de futebolistas com mais de aparições em Copas do Mundo FIFA.

## Estatísticas e Curiosidades
- O argentino Lionel Messi detém o recorde individual de 26 aparições em jogos de Copa.[2] O brasileiro com mais jogos em Copas é Cafu, com 20.[3]
- O jogador com mais minutos jogados em Copas é o italiano Paolo Maldini, que esteve em campo por 2.145 minutos. Seu último jogo foi contra a Coreia do Sul, pelas oitavas da Copa de 2002.
- O mexicano Rafa Márquez tem o recorde de ser o capitão de uma seleção em mais Copas do Mundo: 5. E isso foi conseguido em Copas consecutivas.[1]
- O brasileiro Cafu é o único a jogar 3 finais de Copa.[3] Ele também é o único a disputá-las de forma consecutiva.
- O português Cristiano Ronaldo é o primeiro e único jogador de futebol masculino a marcar gol em cinco Copas diferentes, superando o brasileiro Pelé, os alemães Uwe Seeler e Miroslav Klose e o argentino Lionel Messi, que os únicos jogadores a marcarem gols em quatro Copas.[4]
- O suíço Alfred Bickel e o sueco Erik Nilsson não aparecem nesta lista por conta da 2ª Guerra Mundial. Eles foram os únicos jogadores que participaram de Copas do Mundo antes e depois desta Guerra: 1938 e 1950.

## Lista
Nomes em negrito indicam jogadores que foram selecionados para a Copa atual
| Seleção         | Jogador                 | Convocações | Copas em Que Atuou | Torneios             | Ref.                       |
| --------------- | ----------------------- | ----------- | ------------------ | -------------------- | -------------------------- |
| México          | Antonio Carbajal        | 5           | 5                  | 1950, 54, 58, 62, 66 |                            |
| Alemanha        | Lothar Matthäus         | 5           | 5                  | 1982, 86, 90, 94, 98 |                            |
| Itália          | Gianluigi Buffon        | 5           | 4                  | 1998, 02, 06, 10, 14 | [ fs 1 ]                   |
| México          | Rafael Márquez          | 5           | 5                  | 2002, 06, 10, 14, 18 |                            |
| Portugal        | Cristiano Ronaldo       | 5           | 5                  | 2006, 10, 14, 18, 22 |                            |
| Argentina       | Lionel Messi            | 5           | 5                  | 2006, 10, 14, 18, 22 |                            |
| México          | Guillermo Ochoa         | 5           | 3                  | 2006, 10, 14, 18, 22 |                            |
| México          | Andrés Guardado         | 5           | 5                  | 2006, 10, 14,18, 22  |                            |
| Brasil          | Carlos José Castilho    | 4           | 1                  | 1950, 54, 58, 62     | [ fs 2 ] [ fs 3 ] [ fs 4 ] |
| Brasil          | Nílton Santos           | 4           | 3                  | 1950, 54, 58, 62     |                            |
| Brasil          | Djalma Santos           | 4           | 4                  | 1954, 58, 62, 66     |                            |
| Brasil          | Pelé                    | 4           | 4                  | 1958, 62, 66, 70     |                            |
| Inglaterra      | Bobby Charlton          | 4           | 3                  | 1958, 62, 66, 70     | [ fs 5 ]                   |
| Alemanha        | Karl-Heinz Schnellinger | 4           | 4                  | 1958, 62, 66, 70     |                            |
| Alemanha        | Uwe Seeler              | 4           | 4                  | 1958, 62, 66, 70     |                            |
| União Soviética | Lev Yashin              | 4           | 3                  | 1958, 62, 66, 70     | [ fs 6 ]                   |
| Uruguai         | Pedro Rocha             | 4           | 4                  | 1962, 66, 70, 74     |                            |
| Itália          | Enrico Albertosi        | 4           | 2                  | 1962, 66, 70, 74     | [ fs 7 ] [ fs 8 ]          |
| Itália          | Gianni Rivera           | 4           | 4                  | 1962, 66, 70, 74     |                            |
| Bulgária        | Dobromir Zhechev        | 4           | 3                  | 1962, 66, 70, 74     | [ fs 9 ]                   |
| Alemanha        | Sepp Maier              | 4           | 3                  | 1966, 70, 74, 78     | [ fs 10 ]                  |
| Itália          | Dino Zoff               | 4           | 3                  | 1970, 74, 78, 82     | [ fs 11 ]                  |
| Polónia         | Władysław Żmuda         | 4           | 4                  | 1974, 78, 82, 86     |                            |
| Brasil          | Émerson Leão            | 4           | 2                  | 1970, 74, 78, 86     | [ fs 12 ] [ fs 13 ]        |
| Argentina       | Diego Maradona          | 4           | 4                  | 1982, 86, 90, 94     |                            |
| Itália          | Giuseppe Bergomi        | 4           | 4                  | 1982, 86, 90, 98     |                            |
| Escócia         | Jim Leighton            | 4           | 3                  | 1982, 86, 90, 98     |                            |
| Bélgica         | Enzo Scifo              | 4           | 4                  | 1986, 90, 94, 98     |                            |
| Bélgica         | Franky Van Der Elst     | 4           | 4                  | 1986, 90, 94, 98     |                            |
| Espanha         | Andoni Zubizarreta      | 4           | 4                  | 1986, 90, 94, 98     |                            |
| Coreia do Sul   | Hong Myung-Bo           | 4           | 4                  | 1990, 94, 98, 02     |                            |
| Coreia do Sul   | Hwang Sun-Hong          | 4           | 3                  | 1990, 94, 98, 02     |                            |
| Itália          | Paolo Maldini           | 4           | 4                  | 1990, 94, 98, 02     |                            |
| Espanha         | Fernando Hierro         | 4           | 3                  | 1990, 94, 98, 02     |                            |
| Espanha         | Sergio Ramos            | 4           | 4                  | 2006, 10, 14, 18     |                            |
| Espanha         | Andres Iniesta          | 4           | 4                  | 2006, 10, 14, 18     |                            |
| Espanha         | Pepe Reina              | 4           | 1                  | 2006, 10, 14, 18     |                            |
| Suíça           | Valon Behrami           | 4           | 3                  | 2006, 10, 14, 18     |                            |
| Bélgica         | Marc Wilmots            | 4           | 3                  | 1990, 94, 98, 02     |                            |
| Camarões        | Jacques Songo'o         | 4           | 2                  | 1990, 94, 98, 02     |                            |
| Arábia Saudita  | Sami Al-Jaber           | 4           | 4                  | 1994, 98, 02, 06     |                            |
| Arábia Saudita  | Mohamed Al-Deayea       | 4           | 3                  | 1994, 98, 02, 06     |                            |
| Brasil          | Cafu                    | 4           | 4                  | 1994, 98, 02, 06     |                            |
| Brasil          | Ronaldo                 | 4           | 3                  | 1994, 98, 02, 06     |                            |
| Alemanha        | Oliver Kahn             | 4           | 2                  | 1994, 98, 02, 06     |                            |
| Estados Unidos  | Kasey Keller            | 4           | 2                  | 1990, 98, 02, 06     |                            |
| Estados Unidos  | Claudio Reyna           | 4           | 3                  | 1994, 98, 02, 06     |                            |
| Camarões        | Rigobert Song           | 4           | 4                  | 1994, 98, 02, 10     |                            |
| Coreia do Sul   | Lee Woon-Jae            | 4           | 3                  | 1994, 02, 06, 10     |                            |
| Itália          | Fabio Cannavaro         | 4           | 4                  | 1998, 02, 06, 10     |                            |
| França          | Thierry Henry           | 4           | 4                  | 1998, 02, 06, 10     |                            |
| Japão           | Yoshikatsu Kawaguchi    | 4           | 2                  | 1998, 02, 06, 10     |                            |
| Japão           | Seigo Narazaki          | 4           | 1                  | 1998, 02, 06, 10     |                            |
| Paraguai        | Denis Caniza            | 4           | 4                  | 1998, 02, 06, 10     |                            |
| Alemanha        | Miroslav Klose          | 4           | 4                  | 2002, 06, 10, 14     |                            |
| Espanha         | Iker Casillas           | 4           | 4                  | 2002, 06, 10, 14     |                            |
| Espanha         | Xavi Hernandez          | 4           | 4                  | 2002, 06, 10, 14     |                            |
| Camarões        | Samuel Eto'o            | 4           | 4                  | 1998, 02, 10, 14     |                            |
| Estados Unidos  | DaMarcus Beasley        | 4           | 4                  | 2002, 06, 10, 14     |                            |
| Austrália       | Tim Cahill              | 4           | 4                  | 2006, 10, 14, 18     |                            |
| Uruguai         | Diego Godín             | 4           | 4                  | 2010, 14, 18, 22     |                            |
| Uruguai         | Luis Suárez             | 4           | 4                  | 2010, 14, 18, 22     |                            |
| Uruguai         | Edinson Cavani          | 4           | 4                  | 2010, 14, 18, 22     |                            |
| Portugal        | Pepe                    | 4           | 4                  | 2010, 14, 18, 22     |                            |

## Partidas
- Apenas jogadores com mais de 15 participações.[5]
- Em negrito, os jogadores ainda em atividade

| Equipe        | Jogador                 | Partidas | Torneios             |
| ------------- | ----------------------- | -------- | -------------------- |
| Argentina     | Lionel Messi            | 26       | 2006, 10, 14, 18, 22 |
| Alemanha      | Lothar Matthäus         | 25       | 1982, 86, 90, 94, 98 |
| Alemanha      | Miroslav Klose          | 24       | 2002, 06, 10, 14     |
| Itália        | Paolo Maldini           | 23       | 1990, 94, 98, 2002   |
| Portugal      | Cristiano Ronaldo       | 22       | 2006, 10, 14, 18, 22 |
| Argentina     | Diego Maradona          | 21       | 1982, 86, 90, 94     |
| Polónia       | Władysław Żmuda         | 21       | 1974, 78, 82, 86     |
| Alemanha      | Uwe Seeler              | 20       | 1958, 62, 66, 70     |
| Alemanha      | Philipp Lahm            | 20       | 2006, 10, 14         |
| Alemanha      | Bastian Schweinsteiger  | 20       | 2006, 10, 14         |
| Brasil        | Cafu                    | 20       | 1994, 98, 2002, 06   |
| Polónia       | Grzegorz Lato           | 20       | 1974, 78, 82         |
| Argentina     | Javier Mascherano       | 20       | 2006, 10, 14, 18     |
| França        | Hugo Lloris             | 20       | 2010, 14, 18, 22     |
| Brasil        | Ronaldo                 | 19       | 1998, 2002, 06       |
| Alemanha      | Karl-Heinz Rummenigge   | 19       | 1978, 82, 86         |
| Alemanha      | Berti Vogts             | 19       | 1970, 74, 78         |
| México        | Rafael Márquez          | 19       | 2002, 06, 10, 14, 18 |
| Alemanha      | Manuel Neuer            | 19       | 2010, 14, 18, 22     |
| Alemanha      | Thomas Müller           | 19       | 2010, 14, 18, 22     |
| Croácia       | Luka Modric             | 19       | 2006, 14, 18, 22     |
| França        | Antoine Griezmann       | 19       | 2014, 18, 22         |
| Alemanha      | Franz Beckenbauer       | 18       | 1966, 70, 74         |
| Alemanha      | Thomas Berthold         | 18       | 1986, 90, 94         |
| Itália        | Fabio Cannavaro         | 18       | 1998, 2002, 06, 10   |
| Brasil        | Dunga                   | 18       | 1990, 94, 98         |
| Brasil        | Cláudio Taffarel        | 18       | 1990, 94, 98         |
| Argentina     | Mario Kempes            | 18       | 1974, 78, 82         |
| Alemanha      | Per Mertesacker         | 18       | 2006, 10, 14         |
| Alemanha      | Sepp Maier              | 18       | 1970, 74, 78         |
| Alemanha      | Wolfgang Overath        | 18       | 1966, 70, 74         |
| Itália        | Gaetano Scirea          | 18       | 1978, 82, 86         |
| Argentina     | Ángel Di María          | 18       | 2010, 14, 18, 22     |
| França        | Olivier Giroud          | 18       | 2014, 18, 22         |
| França        | Raphaël Varane          | 18       | 2014, 18, 22         |
| França        | Fabien Barthez          | 17       | 1998, 2002, 06       |
| França        | Thierry Henry           | 17       | 1998, 2002, 06, 10   |
| Alemanha      | Jurgen Klinsmann        | 17       | 1990, 94, 98         |
| Brasil        | Lúcio                   | 17       | 2002, 06, 10         |
| Brasil        | Roberto Carlos          | 17       | 1998, 2002, 06       |
| Alemanha      | Karl-Heinz Schnellinger | 17       | 1958, 62, 66, 70     |
| Bélgica       | Enzo Scifo              | 17       | 1986, 90, 94, 98     |
| Alemanha      | Pierre Littbarski       | 17       | 1982, 86, 90         |
| Inglaterra    | Peter Shilton           | 17       | 1982, 86, 90         |
| Itália        | Dino Zoff               | 17       | 1974, 78, 82         |
| Espanha       | Iker Casillas           | 17       | 2002, 06, 10, 14     |
| Países Baixos | Wesley Sneijder         | 17       | 2006, 10, 14         |
| Países Baixos | Robin van Persie        | 17       | 2006, 10, 14         |
| Espanha       | Sergio Ramos            | 17       | 2006, 10, 14, 18     |
| Uruguai       | Edinson Cavani          | 17       | 2010, 14, 18, 22     |
| Espanha       | Sergio Busquets         | 17       | 2010, 14, 18, 22     |
| Croácia       | Ivan Perišić            | 17       | 2014, 18, 22         |
| Itália        | Roberto Baggio          | 16       | 1990, 94, 98         |
| Alemanha      | Andreas Brehme          | 16       | 1986, 90, 94         |
| Bélgica       | Jan Ceulemans           | 16       | 1982, 86, 90         |
| Coreia do Sul | Hong Myung-Bo           | 16       | 1990, 94, 98, 2002   |
| Brasil        | Jairzinho               | 16       | 1966, 70, 74         |
| Argentina     | Oscar Ruggeri           | 16       | 1986, 90, 94         |
| Brasil        | Gilberto Silva          | 16       | 2002, 06, 10         |
| França        | Lilian Thuram           | 16       | 1998, 2002, 06       |
| Espanha       | Andoni Zubizarreta      | 16       | 1986, 90, 94, 98     |
| Alemanha      | Mesut Özil              | 16       | 2010, 14, 18         |
| Uruguai       | Fernando Muslera        | 16       | 2010, 14, 18         |
| Uruguai       | Diego Godín             | 16       | 2010, 14, 18, 22     |
| Uruguai       | Luis Suárez             | 16       | 2010, 14, 18, 22     |
| Croácia       | Dejan Lovren            | 16       | 2014, 18, 22         |
| Brasil        | Bebeto                  | 15       | 1990, 94, 98         |
| Itália        | Giuseppe Bergomi        | 15       | 1982, 86, 90, 98     |
| Polónia       | Zbigniew Boniek         | 15       | 1978, 82, 86         |
| França        | Maxime Bossis           | 15       | 1978, 82, 86         |
| Brasil        | Didi                    | 15       | 1954, 58, 62         |
| Brasil        | Nilton Santos           | 15       | 1954, 58, 62         |
| Brasil        | Rivelino                | 15       | 1970, 74, 78         |
| Alemanha      | Hans Schäfer            | 15       | 1954, 58, 62         |
| Alemanha      | Lukas Podolski          | 15       | 2006, 10, 14         |
| Alemanha      | Rudi Völler             | 15       | 1986, 90, 94         |
| Países Baixos | Dirk Kuyt               | 15       | 2006, 10, 14         |
| Países Baixos | Arjen Robben            | 15       | 2006, 10, 14         |
| Espanha       | Xavi                    | 15       | 2002, 06, 10, 14     |
| Bélgica       | Thibaut Courtois        | 15       | 2014, 18, 22         |
| Brasil        | Thiago Silva            | 15       | 2014, 18, 22         |
| Japão         | Yuto Nagatomo           | 15       | 2010, 14, 18, 22     |
| Croácia       | Mateo Kovačić           | 15       | 2014, 18, 22         |

### Mais Partidas como Capitão em Mundiais
| Equipe                       | Jogador               | Partidas | Torneios                 |
| ---------------------------- | --------------------- | -------- | ------------------------ |
| Argentina                    | Lionel Messi          | 17       | 2006/2010/2014/2018/2022 |
| Argentina                    | Diego Maradona        | 16       | 1986/1990/1994           |
| Itália                       | Dino Zoff             | 14       | 1978/1982                |
| México                       | Rafael Márquez        | 14       | 2002/2006/2010/2014      |
| Itália                       | Paolo Maldini         | 13       | 1994/1998/2002           |
| Polónia                      | Kazimierz Deyna       | 13       | 1974/1978                |
| Tchéquia                     | Ladislav Novak        | 12       | 1954/1958/1962           |
| Alemanha Ocidental           | Uwe Seeler            | 12       | 1966/1970                |
| Argentina                    | Daniel Passarella     | 12       | 1978/1982                |
| Alemanha Ocidental/ Alemanha | Lothar Matthäus       | 12       | 1990/1994                |
| Brasil                       | Thiago Silva          | 12       | 2014/2018/2022           |
| França                       | Michel Platini        | 11       | 1982/1986                |
| Brasil                       | Dunga                 | 11       | 1994/1998                |
| Brasil                       | Cafu                  | 11       | 2002/2006                |
| Alemanha Ocidental           | Karl-Heinz Rummenigge | 10       | 1982/1986                |
| Alemanha Ocidental           | Hans Schäfer          | 10       | 1958/1962                |
| Inglaterra                   | Bobby Moore           | 10       | 1966/1970                |
| Colômbia                     | Carlos Valderrama     | 10       | 1990/1994/1998           |
| Inglaterra                   | Billy Wright          | 10       | 1950/1954/1958           |
| Peru                         | Héctor Chumpitaz      | 10       | 1970/1978                |
| Bélgica                      | Jan Ceulemans         | 10       | 1986/1990                |
| Itália                       | Fabio Cannavaro       | 10       | 2006/2010                |

### Gols marcados como capitão
| Gols | Equipe                       | Jogador               | Torneios  |
| ---- | ---------------------------- | --------------------- | --------- |
| 6    | Argentina                    | Diego Maradona        | 1986/1994 |
| 5    | Alemanha Ocidental           | Karl-Heinz Rummenigge | 1982/1986 |
| 5    | Hungria                      | György Sarosi         | 1938      |
| 5    | Alemanha Ocidental           | Uwe Seeler            | 1966/1970 |
| 5    | Alemanha Ocidental/ Alemanha | Lothar Matthäus       | 1990/1994 |

1. ↑  «Italy 2014»
2. ↑  «Brazil 1950»
3. ↑  «Brazil 1958»
4. ↑  «Brazil 1962»
5. ↑  «England 1958»
6. ↑  «Soviet Union 1970»
7. ↑  «Italy 1962»
8. ↑  «Italy 1974»
9. ↑  «Bulgaria 1974»
10. ↑  «FR Germany 1966»
11. ↑  «Italy 1970»
12. ↑  «Brazil 1970»
13. ↑  «Brazil 1986»